# چراغ‌ها را خاموش نکن
«چراغ‌ها را خاموش نکن» (به انگلیسی: Don't Turn Off the Lights) تک‌آهنگی از هنرمند اهل اسپانیا انریکه ایگلسیاس است که در سال ۲۰۰۲ میلادی منتشر شد. این تک‌آهنگ در آلبوم گریز (آلبوم انریکه ایگلسیاس) قرار داشت.